# Landtagswahlkreis Braunschweig-West
Der Wahlkreis 3 Braunschweig-West ist ein Landtagswahlkreis in Niedersachsen. Er umfasst die Stadtbezirke Lehndorf-Watenbüttel, Nordstadt, Schunteraue, Veltenhof-Rühme, Wenden-Thune-Harxbüttel und Westliches Ringgebiet der Stadt Braunschweig.
Der Wahlkreis wurde zur Landtagswahl in Niedersachsen 2008 neu gebildet. Bei der 2003 gültigen Wahlkreiseinteilung bestanden in Braunschweig die Wahlkreise Braunschweig-Nordost, Braunschweig-Südost, Braunschweig-Südwest und Braunschweig-Nordwest.

## Landtagswahl 2022
| Landtagswahl in Niedersachsen 2022 – WK Braunschweig-WestZweitstimmen %403020100 31,8 %23,6 %19,9 %8,0 %5,0 %4,2 %1,7 %1,6 %1,3 %1,1 %0,6 %1,2 % SPDGrüneCDUAfDFDPLinkePARTEITierschutzVoltBasisPiratenSonst.Gewinne und Verlusteim Vergleich zu 2017 %p 12 10 8 6 4 2 0 −2 −4 −6−5,8 %p+11,8 %p−5,0 %p+1,7 %p−2,7 %p−3,5 %p± 0,0 %p+0,8 %p+1,3 %p+1,1 %p+0,1 %p+0,1 %pSPDGrüneCDUAfDFDPLinkePARTEITierschutzVoltBasisPiratenSonst. |

| Gegenstand der Nachweisung | Gegenstand der Nachweisung | Erst- stimmen | Erst- stimmen | Zweit- stimmen | Zweit- stimmen |
| Bewerber                   | Partei                     | Anzahl        | %             | Anzahl         | %              |
| -------------------------- | -------------------------- | ------------- | ------------- | -------------- | -------------- |
| Wahlberechtigte            | Wahlberechtigte            | 70.967        | 70.967        | 70.967         | 70.967         |
| Wähler                     | Wähler                     | 41.535        | 41.535        | 58,5 %         | 58,5 %         |
| Ungültige Stimmen          | Ungültige Stimmen          | 328           | 0,8           |                |                |
| Gültige Stimmen            | Gültige Stimmen            | 41.207        | 99,2          |                |                |
| davon                      |                            |               |               |                |                |
| Sophie Ramdor              | CDU                        | 9.376         | 22,8          | 8.212          | 19,9           |
| Christoph Bratmann         | SPD                        | 13.546        | 32,9          | 13.097         | 31,8           |
| Louise Bohne               | GRÜNE                      | 9.435         | 22,9          | 9.714          | 23,6           |
| Susanne Huck               | FDP                        | 1.554         | 3,8           | 2.077          | 5,0            |
| Rabea Shahini              | AfD                        | 3.146         | 7,6           | 3.288          | 8,0            |
| Ursula Weisser-Roelle      | DIE LINKE                  | 1.403         | 3,4           | 1.751          | 4,2            |
| Gerit Ralf Heckmann        | dieBasis                   | 560           | 1,4           | 458            | 1,1            |
|                            | FREIE WÄHLER               |               |               | 211            | 0,5            |
| Iko Schneider              | ÖDP                        | 139           | 0,3           |                |                |
|                            | Die Humanisten             |               |               | 173            | 0,4            |
| Johannes Specht            | Die PARTEI                 | 1.050         | 2,5           | 689            | 1,7            |
|                            | Gesundheitsforschung       |               |               | 118            | 0,3            |
|                            | Tierschutzpartei           | 659           | 1,6           |                |                |
|                            | PIRATEN                    | 236           | 0,6           |                |                |
| Susan Bühling              | Volt                       | 683           | 1,7           | 534            | 1,3            |
| Peter Meyer                | Einzelbewerber             | 315           | 0,8           |                |                |

## Landtagswahl 2017
Zur Landtagswahl in Niedersachsen 2017 traten im Wahlkreis Braunschweig-West acht Direktkandidaten an. Direkt gewählter Abgeordneter ist Christoph Bratmann (SPD). Der Wahlkreis trug die Wahlkreisnummer 3.
| Partei                | Direktkandidat        | Erststimmen | Zweitstimmen |
| --------------------- | --------------------- | ----------- | ------------ |
| CDU                   | Michael Berger        | 27,1        | 24,9         |
| SPD                   | Christoph Bratmann    | 42,2        | 37,6         |
| Bündnis 90/Die Grünen | Beate Gries           | 9,1         | 11,8         |
| FDP                   | Eike Hoffmann         | 6,0         | 7,7          |
| DIE LINKE             | Ursula Weisser-Roelle | 5,7         | 7,7          |
| AfD                   | Gunnar Scherf         | 6,1         | 6,3          |
| BGE                   |                       |             | 0,2          |
| DM                    |                       |             | 0,2          |
| Freie Wähler          |                       |             | 0,3          |
| LKR                   |                       |             | 0,0          |
| ÖDP                   |                       |             | 0,2          |
| Die PARTEI            | Anselm Roppel         | 2,5         | 1,7          |
| Tierschutzpartei      |                       |             | 0,8          |
| Piratenpartei         |                       |             | 0,5          |
| V-Partei³             |                       |             | 0,2          |
| Einzelbewerber        | Peter Meyer           | 1,2         |              |

Die Wahlbeteiligung lag mit 62,1 % unter dem Landesdurchschnitt dieser Wahl.

## Landtagswahl 2013
Zur Landtagswahl in Niedersachsen 2013 traten im Wahlkreis Braunschweig-West sechs Direktkandidaten an. Direkt gewählter Abgeordneter ist Christoph Bratmann (SPD). Der Wahlkreis trug die Wahlkreisnummer 3.
| Partei                | Direktkandidat        | Erststimmen | Zweitstimmen |
| --------------------- | --------------------- | ----------- | ------------ |
| CDU                   | Heidemarie Mundlos    | 34,7        | 28,2         |
| SPD                   | Christoph Bratmann    | 41,1        | 34,0         |
| FDP                   | Bettina Vogler-Klages | 2,8         | 8,0          |
| Bündnis 90/Die Grünen | Andrea Stahl          | 14,0        | 18,7         |
| DIE LINKE             | Ursula Weisser-Roelle | 4,7         | 4,9          |
| Bündnis 21/RRP        |                       |             | 0,1          |
| Die Freiheit          |                       |             | 0,4          |
| Freie Wähler          |                       |             | 1,0          |
| NPD                   |                       |             | 0,8          |
| PBC                   |                       |             | 0,2          |
| Piratenpartei         | Miles Möller          | 2,8         | 3,8          |

Die Wahlbeteiligung lag mit 58,0 % unter dem Landesdurchschnitt dieser Wahl.

## Landtwahl 2008
Zur Landtagswahl in Niedersachsen 2008 traten im Wahlkreis Braunschweig-West fünf Direktkandidaten an. Direkt gewählte Abgeordnete ist Heidemarie Mundlos (CDU). Der Wahlkreis trug die Wahlkreisnummer 3.
| Partei                     | Direktkandidat        | Erststimmen | Zweitstimmen |
| -------------------------- | --------------------- | ----------- | ------------ |
| CDU                        | Heidemarie Mundlos    | 39,0        | 35,5         |
| SPD                        | Dietmar Schilff       | 37,7        | 32,0         |
| FDP                        | Martin Winrich Becker | 4,7         | 7,6          |
| Bündnis 90/Die Grünen      | Gerald Heere          | 9,3         | 11,0         |
| Die Linke                  | Ursula Weisser-Roelle | 9,3         | 10,3         |
| Ab jetzt                   |                       |             | 0,2          |
| Die Friesen                |                       |             | 0,1          |
| Die Grauen                 |                       |             | 0,3          |
| Familien-Partei            |                       |             | 0,4          |
| Freie Wähler Niedersachsen |                       |             | 0,2          |
| Mensch Umwelt Tierschutz   |                       |             | 0,7          |
| NPD                        |                       |             | 1,4          |
| ödp                        |                       |             | 0,1          |
| PBC                        |                       |             | 0,1          |